# خوان ميغيل بيتانكور
خوان ميغيل بيتانكور (بالإسبانية: Juan Miguel Betancourt) (ولد في 1 يونيو 1970، في بونس، بورتو ريكو) هو أسقف كاثوليكي يشغل منذ عام 2018 منصب الأسقف المعاون في رئيس أساقفة هارتفورد بولاية كونيتيكت في الولايات المتحدة.

## التعليم
حصل بيتانكور على بكالوريوس في العلوم من جامعة بورتو ريكو في مايابويز عام 1993، ثم انضم إلى رهبنة المرسلين لخدمة كلمة الله (S.E.M.V). تابع دراسته اللاهوتية في جامعة القديس بولس في أوتاوا، كندا، حيث حصل على بكالوريوس في اللاهوت عام 2000. في عام 2009، نال درجة الدكتوراه في اللاهوت الكتابي من الجامعة البابوية في المكسيك.

## الرسامة والخدمة الكهنوتية
رُسم كاهنًا في 21 أبريل 2001، وخدم في عدة أبرشيات، كما شغل مهام تعليمية، من ضمنها أستاذ لاهوت كتابي في معهد القديس بولس الإقليمي في مينيسوتا، وعميد أكاديمي في معهد القديس بطرس الكهنوتي.

## الأسقفية
في 18 سبتمبر 2018، عيّنه البابا فرنسيس أسقفًا معاونًا لأبرشية هارتفورد، وتمت سيامته الأسقفية في 18 أكتوبر 2018 على يد رئيس الأساقفة ليونارد بول. يُعد أول كاهن من رهبنته يُعيَّن أسقفًا في الولايات المتحدة.